# 国家级海洋特别保护区
中华人民共和国的海洋特别保护区，是指具有特殊地理条件、生态系统、生物与非生物资源及海洋开发利用特殊要求，需要采取有效的保护措施和科学的开发方式进行特殊管理的区域。海洋特别保护区分为国家级和地方级，其中具有重大海洋生态保护、生态旅游、重要资源开发价值、涉及维护国家海洋权益的海洋特别保护区列为国家级海洋特别保护区，报国家海洋局批准设立。第一个国家级海洋特别保护区自2005年起建立。目前，中国已有国家级海洋特别保护区23处（不含国家级海洋公园），总面积约2859平方公里。

## 类型
根据海洋特别保护区的地理区位、资源环境状况、海洋开发利用现状和社会经济发展的需要，海洋特别保护区可以分为：
- 海洋特殊地理条件保护区：具有重要海洋权益价值、特殊海洋水文动力条件的海域和海岛。
- 海洋生态保护区：珍稀濒危物种自然分布区、典型生态系统集中分布区及其他生态敏感脆弱区或生态修复区，以保护海洋生物多样性和生态系统。
- 海洋公园：特殊海洋生态景观、历史文化遗迹、独特地质地貌景观及其周边海域，以保护海洋生态与历史文化价值，发挥其生态旅游功能。
- 海洋资源保护区：重要海洋生物资源、矿产资源、油气资源及海洋能等资源开发预留区域、海洋生态产业区及各类海洋资源开发协调区，以促进海洋资源可持续利用。

## 列表

### 国家级海洋特别保护区
| 序号 | 名称                                                   | 批准设立时间 | 备注                                     |
| ---- | ------------------------------------------------------ | ------------ | ---------------------------------------- |
| 1    | 浙江乐清西门岛海洋特别保护区                           | 2005年2月    |                                          |
| 2    | 浙江嵊泗马鞍列岛海洋特别保护区                         | 2005年5月    |                                          |
| 3    | 浙江普陀中街山列岛海洋生态特别保护区                   | 2006年6月    | 2016年加挂浙江普陀国家级海洋公园         |
|      | 江苏海门蛎蚜山牡蛎礁海洋特别保护区                     | 2006年10月   | 已更名为江苏海门蛎岈山国家级海洋公园     |
| 4    | 山东昌邑海洋生态国家级海洋特别保护区                   | 2007年10月   |                                          |
|      | 江苏连云港海州湾海湾生态与自然遗迹国家级海洋特别保护区 | 2008年1月    | 已改为江苏连云港海州湾国家级海洋公园     |
| 5    | 浙江渔山列岛国家级海洋生态特别保护区                   | 2008年8月    | 2012年加挂浙江渔山列岛国家级海洋公园     |
| 6    | 山东东营黄河口生态国家级海洋特别保护区                 | 2008年11月   |                                          |
| 7    | 山东东营利津底栖鱼类生态国家级海洋特别保护区           | 2008年11月   |                                          |
| 8    | 山东东营河口浅海贝类生态国家级海洋特别保护区           | 2008年12月   |                                          |
| 9    | 山东东营莱州湾蛏类生态国家级海洋特别保护区             | 2009年2月    |                                          |
| 10   | 山东东营广饶沙蚕类生态国家级海洋特别保护区             | 2009年2月    |                                          |
| 11   | 山东文登海洋生态国家级海洋特别保护区                   | 2009年5月    |                                          |
| 12   | 山东龙口黄水河口海洋生态国家级海洋特别保护区           | 2009年8月    |                                          |
| 13   | 山东威海刘公岛海洋生态国家级海洋特别保护区             | 2009年8月    |                                          |
| 14   | 辽宁锦州大笔架山国家级海洋特别保护区                   | 2009年12月   | 2016年加挂辽宁锦州大笔架山国家级海洋公园 |
| 15   | 山东烟台芝罘岛群国家级海洋特别保护区                   | 2010年4月    |                                          |
| 16   | 山东乳山市塔岛湾海洋生态国家级海洋特别保护区           | 2011年5月    |                                          |
| 17   | 山东烟台牟平沙质海岸国家级海洋特别保护区               | 2011年5月    |                                          |
| 18   | 山东莱阳五龙河口滨海湿地国家级海洋特别保护区           | 2011年5月    |                                          |
| 19   | 山东海阳万米海滩海洋资源国家级海洋特别保护区           | 2011年5月    |                                          |
| 20   | 山东威海小石岛国家级海洋特别保护区                     | 2011年5月    |                                          |
| 21   | 天津大神堂牡蛎礁国家级海洋特别保护区                   | 2012年12月   |                                          |
| 22   | 山东莱州浅滩海洋生态国家级海洋特别保护区               | 2012年12月   |                                          |
| 23   | 山东蓬莱登州浅滩国家级海洋特别保护区                   | 2012年12月   |                                          |